# Dębina (województwo mazowieckie)
Dębina – wieś sołecka w Polsce położona w województwie mazowieckim, w powiecie nowodworskim, w gminie Czosnów.
W latach 1975–1998 miejscowość administracyjnie należała do województwa warszawskiego.
Na zachód od wsi mieścił się były 2 Dywizjon Ogniowy Artylerii Rakietowej WOPK. Był wyposażony w system rakietowy S-75M "Wołchow". Pod koniec lat 80. podjęto działania celu przezbrojenia go na system S-300P. Zbudowane zostały nawet nowe, charakterystyczne dla tej broni stanowiska startowe. Do finalizacji zakupu jednak nie doszło – nastąpiły zmiany polityczne 1989 roku.